# 샌드라 페이버
샌드라 무어 페이버(Sandra Moore Faber, 1944년 12월 28일 ~ )는 은하의 진화에 대한 연구로 유명한 미국의 천체 물리학자이다. 그녀는 산타크루즈 캘리포니아 대학교의 천문학 및 천체 물리학 대학교수이며 릭 천문대에서 일하고 있다. 은하의 밝기와 은하 내의 항성의 속도의 상호 관계에 관한 페이버-잭슨 관계식의 공동 발견자이다. 또한 하와이에 있는 켁 망원경의 설계에 중요한 역할을 했다.

## 어린 시절과 교육
페이버는 스와스모어 칼리지에서 물리학을 전공하고 수학과 천문학을 부전공으로 공부하여 1966년에 학사 학위를 받았다. 또한 1972년 하버드 대학교에서 존 단지거(I. John Danziger)의 지도 아래 광학 관측 천문학을 전공하여 박사 학위를 받았다. 이 기간 동안 그녀가 일할 수 있게 개방된 천문대는 키트 피크 국립 천문대뿐이었는데, 이 곳의 기술은 그녀 논문의 복잡성에 비해서 부적합했다.

## 개인 생활
페이버는 1967년 6월 9일, 동료이며 스와스모아 칼리지의 물리학 전공 1년 후배인 앤드류 레이 페이버(Andrew Leigh Faber)와 결혼하여 두 딸 로빈과 홀리를 두고 있다.

## 경력 및 연구
샌드라 페이버는 1972년, 산타크루즈 캘리포니아 대학교의 릭 천문대 교수진에 합류하여 최초의 여성 교원이 되었다. 1976년에는 은하의 밝기와 스펙트럼, 및 은하 내에 항성의 궤도 속도와 운동 사이의 상호 관계를 관측했다. 이 연구 결과에 따른 법칙은 페이버 자신과 공동 저자인 대학원생 로버트 잭슨의 이름을 따서 페이버-잭슨 관계로 알려져 있다.
3년 후 페이버와 공동 연구자 존 S. 갤러거는 당시 발표된 암흑 물질의 존재에 대한 모든 증거를 수집한 논문을 발표했다. 1983년에 그녀는 암흑 물질이 빠르게 움직이는 중성미자 ("뜨거운 암흑 물질")로 구성되지 않고 그 대신에 아직 발견되지 않은 느리게 움직이는 입자("차가운 암흑 물질")로 구성되었을 가능성이 있음을 보여주는 독창적인 연구 결과를 발표했다.
1984년경 페이버는 조엘 프리막, 조지 블루먼살 및 마틴 리스와 협력하여 암흑 물질이 어떻게 은하 형성 및 진화에 기여하는지에 대한 자신들의 이론을 설명했는데, 이것은 빅뱅에서 오늘날까지 은하가 형성되고 진화하는 과정에 대한 최초의 제안이다. 일부 세부 사항은 오류로 입증되었지만 이 논문은 여전히 우주의 구조 정보에 대한 현재의 연구 패러다임으로 자리 잡고 있다. 그녀와 동료들은 고속의 은하 흐름을 발견했다.
1985년에는 켁 망원경 건설과 허블 우주 망원경을 위한 최초의 광시야 행성 카메라 설치에 참여했다. 버클리 캘리포니아 대학교의 물리학자인 제리 넬슨이 켁 망원경을 설계했는데 페이버는 전 세계에 대형 광학 망원경에 관한 아이디어를 전파하는 데 도움을 주었다. 켁 망원경은 세계에서 두 번째로 큰 광학 망원경으로 36개의 육각형 부분으로 구성되는 새로운 유형의 10m 주경을 갖추고 있다. 그녀는 '켁 I'의 최초 광학 기기를 감독하는 과학 운영 위원회의 공동 의장도 맡았다. 또한 그녀는 '켁 I'의 주경에 대한 광학 품질 제고를 지속적으로 주장했고 이어서 '켁 II'에서도 업무를 계속했다.
1980년대 후반에 페이버는 400개 은하의 크기와 궤도 속도를 분류하려는 7인의 사무라이 공동 연구라는 8년간의 프로젝트에 참여했다. 이 목표는 달성되지 못했는데 이 그룹에서는 은하까지의 거리를 추정하는 방법을 개발했고 이는 우주의 전체 밀도의 측정을 위한 가장 신뢰할 수 있는 방법 중의 하나가 되었다. :23,69
1990년에 그녀는 허블 우주 망원경용 광시야 행성 카메라의 궤도상 시운전을 도왔다. 그녀는 이것이 자신의 경력에서 가장 짜릿하고 유명한 시기 중의 하나라고 말하고 있다. 허블 우주 망원경의 광학 장치에 결함이 있었는데 페이버와 그녀의 팀은 그 원인이 구면 수차이라는 점을 밝혀내는데 기여하였다. 1995년에는 산타크루즈 캘리포니아 대학교(USSC)의 대학 교수로 임명되었다.
페이버는 또한 허블 우주 망원경을 사용하여 은하 중심에 있는 초대형 블랙홀을 검색한 누커 팀의 수석 조사관이었다. 그녀의 가장 최근 작업 중 하나는 1996년에 첫 번째 빛을 본 '켁 II' 망원경을 위한 새로운 광학 분광기를 추가한 것이다. 새로운 추가에 의해서 멀리 떨어진 은하계를 관찰하는 '켁 II'의 능력이 13배 증가 될 것이다. 또한 다른 과학자들과 합류하여 허블 망원경으로 우주를 조사하는 최대 규모의 CANDELS 프로젝트를 시작하였다.
그녀는 현재 UCSC에서 우주 구조의 진화와 은하계의 진화 및 형성에 대한 연구에 집중하고 있다. 이 외에도 우주론적으로 멀리 떨어진 은하의 스펙트럼을 얻기 위해 켁 망원경의 DEIMOS 장비 개발을 이끌었다. 2012년 8월 1일 그녀는 캘리포니아 대학교 천문대 임시 소장(Director)이 되었다.
샌드라 페이버는 2012년부터 2021년까지 어윈 반 디쇼크(Ewine van Dishoeck)와 함께 학술지 《천문학 및 천체물리학 애뉴얼 리뷰》의 공동 편집자이다.

## 명예와 상
- 1977, 앨프리드 P. 슬론 재단 펠로우십[12]
- 1978, 하버드 대학교 바트 J. 복 상[1]
- 1985, 미국 국립 과학 아카데미 회원[13]
- 1985, 천체물리학 부문 대니 하이네만 상[14][15]
- 1986, 스와스모어 칼리지 명예 학위[16]
- 1989, 미국 예술 과학 아카데미 회원으로 선출됨[17]
- 1996-1997, 텍사스 대학교 앙투아네트 드보쿨뢰르 강사직 및 메달,[18]
- 1997, 일리엄스 칼리지 명예 학위[16]
- 2001, 미국철학회 회원[19]
- 2005, 파리 천체물리학 연구소 메달(Medaille de l'Institute d'Astrophysique de Paris)[16]
- 2006, 하버드 100주년 메달[20]
- 2006, 하버드 감독 위원회 회원[20]
- 2006, 시카고대학교 명예학위[16]
- 2009, 프랭클린 연구소, 과학업적 분야 보우어 상 및 상금[14][1]
- 2010, 펜실베니아 대학교 명예학위[16]
- 2011, 미시간 대학교 명예학위[16]
- 2011, 미국천문학회, 헨리 노리스 러셀 강사직 상[14]
- 2012, 태평양 천문학회 브루스 메달[14]
- 2012, 독일 천문학회 칼 슈바르츠실트 메달,[14]
- 2012, 국가 과학 메달[14][21]
- 2017, 그루버 우주론상[14][22]
- 2018, 미국철학회 마젤란 프리미엄 메달[23]
- 2020, 왕립천문학회 금메달[24]
- 2020, 미국천문학회 레거시 펠로우로 선출[25]
- 카네기 과학 협회 이사회 이사[26]
- 소행성 #283277 페이버는 그녀의 이름을 따서 명명됨[27]

## 같이 보기
- 페이버-잭슨 관계
- 허블 우주 망원경
- 누커 팀
- 천문 관측 프로젝트의 주역을 맡은 여성 목록

## 추가 자료
- Lemonick, Michael D. (1993). 《The light at the edge of the universe : leading cosmologists on the brink of a scientific revolution》 1판. New York: Villard Books. ISBN 978-0679413042.